# Hans F. Zacher
Hans Friedrich Zacher, född 22 juni 1928 i Erlach i Simbach am Inn i Bayern, död 18 februari 2015 i Starnberg i Bayern, var en tysk akademiker.
Han var professor vid Ludwig-Maximilians-Universität och president för Max-Planck-Gesellschaft från 1990 till 1996.
Zacher föddes i Erlach am Inn. Han gick i skolan i den närbelägna staden Simbach am Inn (Erlach ingår numera som en stadsdel i Simbach). Senare studerade han juridik i Bamberg, Erlangen och München. Han är ordinarie ledamot i Påvliga akademin för samhällsvetenskaper.